# Le Garçon perdu
Pour plus de détails, voir Fiche technique et Distribution.
Le Garçon perdu, (en russe : Совсем пропащий, Sovsem propachtchi) est une comédie soviétique réalisée par Gueorgui Danielia, sortie en 1973,,.
Le film est une adaptation du roman de Mark Twain Les Aventures de Huckleberry Finn, paru en 1884.
Le film est tourné à Moscou,.

## Synopsis
Abandonné par son père, clochard et ivrogne, le jeune Huck est confié par les autorités à la veuve Douglas. Il est obligé d'apprendre les bonnes manières et s'habitue difficilement à sa nouvelle vie. De retour à la ville le père propose à la veuve Douglas trois cents dollars pour récupérer son fils, et quand la veuve refuse, il kidnappe Huck et l'enferme dans sa cabane sur les rives du fleuve Mississippi.
Un jour, Huck réussit à s'échapper. Bientôt, il rencontre son ami Jim, l'esclave de la veuve Douglas. Il s'avère que ce dernier s'est enfui. Ensemble, ils construisent un radeau et entament un voyage sur le fleuve. Jim veut atteindre la ville de Cairo, devenir libre et ensuite racheter sa famille. Huck décide de lui fausser compagnie - il part dans une barque. Le lendemain, Jim le rattrape et lui exprime sa déception. Le garçon s'excuse auprès de lui, mais il s'avère qu'ils ont dépassé Cairo.
Bientôt Huck et Jim recueillent sur leur radeau deux escrocs, fuyant la foule furieuse. L'un d'eux est un acteur amateur qui se présente comme le duc de Bridgewater. Le second - un vieux grigou qui se dit être le roi de France Louis XVI. Lorsqu'ils arrivent dans une bourgade, le duc commence à vendre les places pour le spectacle de Shakespeare, puis s'enfuit avec de l'argent. Dans la ville voisine, le roi découvre que le prédicateur local Peter Wilks est mort laissant un bel héritage. La moitié de la somme revient à ses filles et l'autre aux deux frères du défunt, Harry et William, dont on attend l'arrivée d'Angleterre, d'un jour à l'autre. Comme personne n'a jamais vu les frères de Peter, le duc et le roi se font passer pour Harry et William respectivement. Huck quant à lui joue le rôle de leur serviteur Adolfus, mais, en songeant aux pauvres orphelines, il vole l'argent obtenu par les escrocs et le cache dans le cercueil de Peter Wilks, la veille de l'enterrement. Lorsque les vrais Harry et William arrivent, Huck et Jim essaient de partir discrètement, mais le roi et le duc les rejoignent.
Dans la troisième ville, Huck prend deux billets pour le bateau à vapeur allant à Cairo. Pendant ce temps le roi vend Jim et se saoule avec l'argent. Presque miraculeusement, Huck parvient à délivrer Jim, mais le bateau part sans eux. Peu après, le roi et le duc sont poursuivis par les habitants de la ville. Ils supplient Huck et Jim de les amener sur leur radeau. Huck y consent une fois de plus. Son dernier souhait est d'aider Jim à devenir libre.

## Fiche technique
- Titre : Le Garçon perdu
- Titre original : Совсем пропащий
- Réalisation : Gueorgui Danielia
- Scénario : Gueorgui Danielia et Victoria Tokareva d'après Les Aventures de Huckleberry Finn de Mark Twain
- Directeur de la photographie : Vadim Ioussov
- Musique : Andreï Petrov
- Direction artistique : Boris Nemetchek
- Décors : Eleonora Nemetchek
- Montage : Tatiana Egorytcheva
- Son : Inna Zelentsova
- Maquillage : Natalia Baldina
- Chef d'orchestre : Georgy Garanian
- Second réalisateur : Lika Averbakh
- Caméra : Youri Nevski
- Photographe : Vladimir Mourachko
- Rédacteur : Vladimir Ognev
- Directeur du film : Leonid Konovalov
- Production : Mosfilm
- Pays d'origine : URSS
- Langue : russe
- Format : Couleur - Mono - 35 mm
- Genre : Comédie, film d'aventure
- Durée : 93 minutes
- Dates de sortie : 
  - Union des Républiques socialistes soviétiques : 27 août 1973

## Distribution
- Roman Madianov : Huck
- Felix Imoukhuede : Jim
- Vladimir Ivachov : le colonel Sherborne
- Vakhtang Kikabidze : duc de Bridgewater (voix : Leonid Kanevski)
- Evgueni Leonov : le roi
- Irina Savina : Joanna, dite bec de lièvre
- Ivan Ryjov : Bugs
- Natalia Saïko : Mary Jane
- Irina Skobtseva : veuve Douglas
- Ekatarina Veroulachvili : Miss Watson
- Vladimir Bassov : père de Huck
- Abessalom Loria : Alvares
- Anatoli Yabbarov : fabricant de cercueils
- Andreï Faït : Harry Wilks
- Youri Tchernov : homme sur le quai
- Juris Strenga : Willam Wilks
- Anatoli Abramov : médecin
- Nikolaï Gorlov : caissier
- Vladimir Ivachov : colonel Sherborn
- Anatoli Ielizarov : homme au chapeau haut-de-forme
- Aleksandr Lebedev : le bossu
- Guennadi Ialovitch : prédicateur Wilks
- Danutė Juronytė : dame à l’enterrement

## Sorties
Le film a été présenté en compétition au Festival de Cannes 1974.